# Allure (band)
Allure was een Amerikaanse R&B meidengroep uit de jaren '90.

## Carrière
In 1997 vormden Alia Davis, Lalisha McClean, Akissa Mendez en Linnie Belcher de groep Allure. Hun eerste single Head Over Heels (met Nas) behaalde een 18de plaats in Groot-Brittannië en een 35ste plaats in de Verenigde Staten. Hun eerste album Allure bevatte ook de hitsingle All Cried Out (met 112). In 2004 namen ze nog een single op met Elephant Man.

## Discografie
| Single met eventuele hitnotering(en) in de Nederlandse Top 40 | Datum van verschijnen | Datum van binnenkomst | Hoogste positie | Aantal weken | Opmerkingen |
| ------------------------------------------------------------- | --------------------- | --------------------- | --------------- | ------------ | ----------- |
| All Cried Out (met 112)                                       | 1997                  | 08-11-1997            | 8               | 23           |             |
| Last Chance                                                   | 1998                  | 21-03-1998            | 94              | 3            |             |

| Single met hitnotering(en) in de Vlaamse Ultratop 50 | Datum van verschijnen | Datum van binnenkomst | Hoogste positie | Aantal weken | Opmerkingen |
| ---------------------------------------------------- | --------------------- | --------------------- | --------------- | ------------ | ----------- |
| All Cried Out (met 112)                              | 1997                  | 31-01-1998            | 26              | 13           |             |